# Villon (Yonne)
Villon ist eine französische Gemeinde mit 111 Einwohnern (Stand: 1. Januar 2022) im Département Yonne in der Region Bourgogne-Franche-Comté (vor 2016 Bourgogne) im Osten Frankreichs. Die Gemeinde gehört zum Arrondissement Avallon und zum Kanton Tonnerrois (bis 2015 Cruzy-le-Châtel).

## Geografie
Villon liegt etwa 57 Kilometer ostnordöstlich von Auxerre. Umgeben wird Villon von den Nachbargemeinden Arthonnay im Norden und Nordosten, Cruzy-le-Châtel im Süden und Osten sowie Rugny im Westen.

## Bevölkerungsentwicklung
| Jahr                      | 1962 | 1968 | 1975 | 1982 | 1990 | 1999 | 2006 | 2013 |
| ------------------------- | ---- | ---- | ---- | ---- | ---- | ---- | ---- | ---- |
| Einwohner                 | 175  | 163  | 150  | 125  | 113  | 100  | 103  | 96   |
| Quelle: Cassini und INSEE |      |      |      |      |      |      |      |      |

## Sehenswürdigkeiten
- Kirche La Nativité-de-la-Notre-Dame